# Damian Jones
Damian William Jones (Baton Rouge, Luisiana; 30 de junio de 1995) es un baloncestista estadounidense que pertenece a la plantilla de los Cleveland Cavaliers de la NBA. Con 2,08 metros de estatura, juega en la posición de pívot.

## Trayectoria deportiva

### Universidad

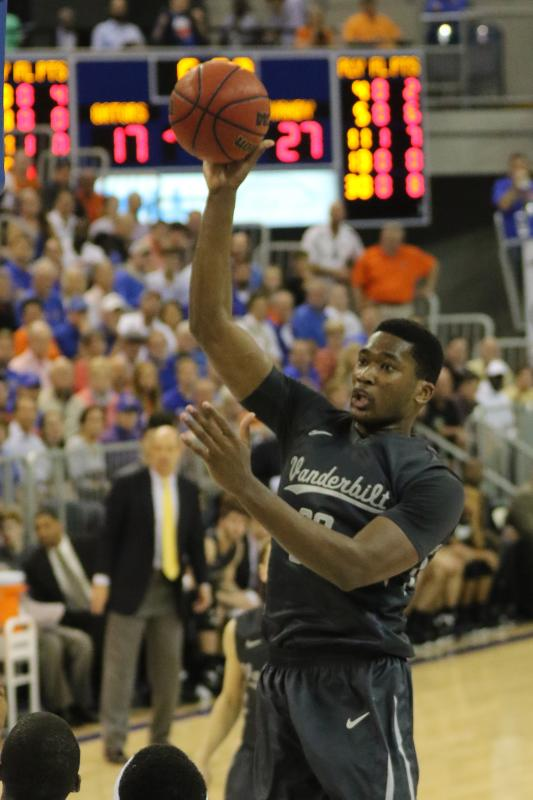
Jones con Vanderbilt en 2016.

Jugó tres temporadas con los Commodores de la Universidad Vanderbilt, en las que promedió 13,3 puntos, 6,4 rebotes y 1,7 tapones por partido. En sus dos últimas temporadas fue incluido en el mejor quinteto de la Southeastern Conference. Al término de esa temporada se declaró elegible para el draft de la NBA.

#### Estadísticas
| Año     | Equipo     | PJ | PT | MPP  | %TC  | %3P  | %TL  | RPP | APP | ROB | TPP | PPP  |
| ------- | ---------- | -- | -- | ---- | ---- | ---- | ---- | --- | --- | --- | --- | ---- |
| 2013–14 | Vanderbilt | 31 | 28 | 25.7 | .543 | -    | .545 | 5.7 | .2  | .3  | 1.4 | 11.3 |
| 2014–15 | Vanderbilt | 35 | 34 | 29.1 | .562 | .200 | .599 | 6.5 | .7  | .6  | 2.0 | 14.5 |
| 2015–16 | Vanderbilt | 33 | 33 | 26.2 | .590 | .000 | .536 | 6.9 | 1.2 | .2  | 1.6 | 13.9 |
| Total   | Total      | 99 | 95 | 27.1 | .566 | .125 | .565 | 6.4 | .7  | .4  | 1.7 | 13.3 |

### Profesional
Fue elegido en la trigésima posición del Draft de la NBA de 2016 por Golden State Warriors, pero fue enseguida asignado a los Santa Cruz Warriors de la NBA D-League. Debutó finalmente con Golden State el 10 de diciembre, en un partido ante los Memphis Grizzlies.
Tras tres temporadas en Oakland, el 8 de julio, es traspasado a Atlanta Hawks a cambio de Omari Spellman.
Después de un año en Atlanta, el 22 de noviembre de 2020, ficha por Phoenix Suns. Pero el 23 de febrero es cortado por los Suns. Tras ser despedido el día 23, el 26 firmó un contrato por diez días con Los Angeles Lakers. Y el 10 de marzo, renueva por otros diez días, tras haber sido cortado el día 8. El 7 de abril, firma un contrato de 10 días con Sacramento Kings, que fue ampliado al resto de la temporada y una más el 27 del mismo mes.
El 30 de junio de 2022, firma un contrato por dos temporadas con Los Angeles Lakers.
El 8 de febrero de 2023 es traspasado a Utah Jazz en un intercambio entre tres equipos y en el que se vieron involucrados hasta ocho jugadores.
En julio de 2023 es traspasado a Cleveland Cavaliers.

## Estadísticas de su carrera en la NBA
|  | Denota temporada en la que ganó un campeonato de la NBA |

### Temporada regular
| Año     | Equipo       | PJ  | PT | MPP  | %TC  | %3P  | %TL  | RPP | APP | ROB | TPP | PPP |
| ------- | ------------ | --- | -- | ---- | ---- | ---- | ---- | --- | --- | --- | --- | --- |
| 2016-17 | Golden State | 10  | 0  | 8.5  | .500 | —    | .300 | 2.3 | .0  | .1  | .4  | 1.9 |
| 2017-18 | Golden State | 15  | 0  | 5.9  | .500 | —    | .600 | .9  | .1  | .1  | .2  | 1.7 |
| 2018-19 | Golden State | 24  | 22 | 17.1 | .716 | —    | .649 | 3.1 | 1.2 | .5  | 1.0 | 5.4 |
| 2019-20 | Atlanta      | 55  | 27 | 16.1 | .680 | .222 | .738 | 3.7 | .6  | .5  | .7  | 5.6 |
| 2020-21 | Phoenix      | 14  | 0  | 6.7  | .500 | .000 | .545 | 1.3 | .3  | .1  | .4  | 1.6 |
| 2020-21 | L.A. Lakers  | 8   | 6  | 14.0 | .941 | —    | .917 | 3.3 | .1  | .1  | .9  | 5.4 |
| 2020-21 | Sacramento   | 17  | 4  | 20.1 | .657 | .250 | .714 | 4.5 | 1.4 | .5  | 1.0 | 6.9 |
| 2021-22 | Sacramento   | 56  | 15 | 18.2 | .658 | .345 | .718 | 4.4 | 1.2 | .5  | .8  | 8.1 |
| 2022-23 | L.A. Lakers  | 22  | 1  | 8.0  | .541 | .000 | .750 | 2.5 | .2  | .1  | .5  | 2.5 |
| 2022-23 | Utah         | 19  | 0  | 15.8 | .714 | .714 | .778 | 3.5 | .6  | .3  | .5  | 4.6 |
| 2023-24 | Cleveland    | 39  | 0  | 6.9  | .597 | .214 | .857 | 1.6 | .4  | .2  | .3  | 2.7 |
| Total   | Total        | 279 | 75 | 13.5 | .656 | .351 | .715 | 3.1 | .7  | .3  | .7  | 4.9 |

### Playoffs
| Año   | Equipo       | PJ | PT | MPP | %TC   | %3P | %TL  | RPP | APP | ROB | TPP | PPP |
| ----- | ------------ | -- | -- | --- | ----- | --- | ---- | --- | --- | --- | --- | --- |
| 2017  | Golden State | 4  | 0  | 5.3 | .429  | -   | .500 | 1.5 | .0  | .5  | .3  | 1.8 |
| 2018  | Golden State | 4  | 0  | 2.8 | .500  | -   | .667 | .8  | .0  | .0  | .0  | 1.0 |
| 2019  | Golden State | 4  | 1  | 2.0 | 1.000 | —   | .500 | .5  | .0  | .0  | .0  | .8  |
| 2024  | Cleveland    | 2  | 0  | 4.6 | —     | —   | —    | 1.0 | 1.0 | .0  | .5  | .0  |
| Total | Total        | 14 | 1  | 3.5 | .500  | —   | .571 | .9  | .1  | .1  | .1  | 1.0 |